# Callosciurus pygerythrus
Callosciurus pygerythrus е вид гризач от семейство Катерицови (Sciuridae). Видът не е застрашен от изчезване.

## Разпространение и местообитание
Разпространен е в Бангладеш, Индия, Китай (Юннан), Мианмар и Непал.
Обитава гористи местности, градини, храсталаци и плантации в райони с тропически, умерен и субтропичен климат.